# Czuczewicze Wielkie
Czuczewicze Wielkie (biał. Вялікія Чучавічы; ros. Большие Чучевичи) – agromiasteczko na Białorusi, w obwodzie brzeskim, w rejonie łuninieckim, w sielsowiecie Czuczewicze.
Znajduje się tu parafialna cerkiew prawosławna pw. Opieki Matki Bożej z 1851 r.

## Historia
W dwudziestoleciu międzywojennym leżały w Polsce, w województwie poleskim, w powiecie łuninieckim. Były wówczas siedzibą w gminy Czuczewicze. Po II wojnie światowej w granicach Związku Radzieckiego. Od 1991 w niepodległej Białorusi.
Urodził tu się polski generał brygady pilot Michał Jakubik.

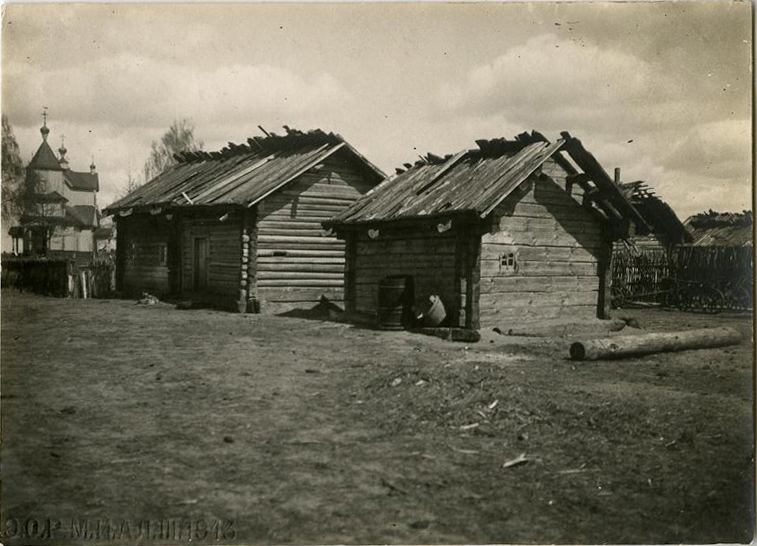
Wieś w 1910
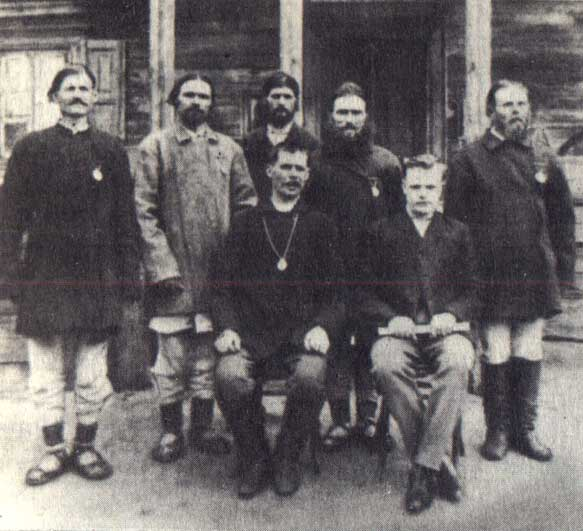
Mieszkańcy wsi w 1910
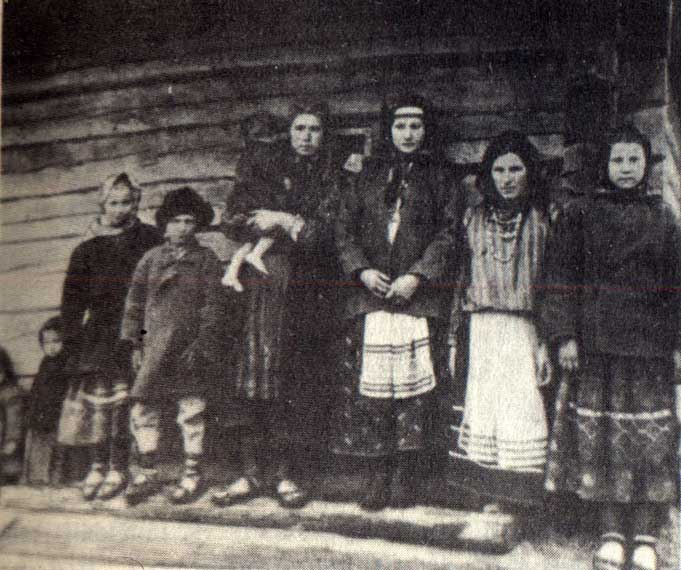
Mieszkańcy wsi w 1910